# Emiliano Boffelli
Emiliano Boffelli (Rosario, 16 de enero de 1995) es un jugador de rugby argentino que juega de centro, wing o fullback para Los Pumas.
Consiguió con Jaguares el segundo puesto en el Súper Rugby 2019 perdiendo la final contra Crusaders

## Super Rugby
Boffelli fue adquirido en el equipo de Jaguares que disputó el Super Rugby en 2016 en el cual él ganó 11 partidos y anotando 3 tries.

## Carrera internacional
Boffelli representó a la Argentina, tanto en sub-18 y 19 antes de ser seleccionado por la sub-20 que compitió en el Campeonato Mundial de 2013, 2014 y 2015. 
En 2015, él también fue llamado en 5 oportunidades para jugar con los Pampas XV en su gira por la Costa del Pacífico.
En noviembre de 2015 fue citado por primera vez a los Pumas para enfrentar a Barbarians con 20 años.
Su debut oficial con el seleccionado mayor fue en junio del 2017 contra el Seleccionado de Inglaterra
En 2019 y 2023 representó a la Argentina en la Copa del mundo

## Estadísticas
A nivel de clubes y de selección
| Período   | Selección   | PJ | Pts. |
| --------- | ----------- | -- | ---- |
| 2012      | Pumitas M18 | 1  | 0    |
| 2013      | Pumitas M19 | 3  | 77   |
| 2013-2015 | Pumitas M20 | 19 | 59   |

Nota: Debutó en los Pumas en 2016.
| Temporada | Equipo   | Torneo      | PJ | Inicio | Suplente | Minutos | Tries | Drops | Puntos | Amarillas | Rojas |
| --------- | -------- | ----------- | -- | ------ | -------- | ------- | ----- | ----- | ------ | --------- | ----- |
| 2016      | Jaguares | Super Rugby | 11 | 10     | 1        | 805     | 3     | 0     | 15     | 0         | 0     |
| Total     | Total    |             | 11 | 10     | 1        | 805     | 3     | 0     | 15     | 0         | 0     |

Nota 1 : Con Pampas XV jugó 5 partidos y consiguió 10 puntos. 
Nota 2: Debutó con Duendes R.C. en 2014, jugó 3 partidos y anotó 5 puntos.

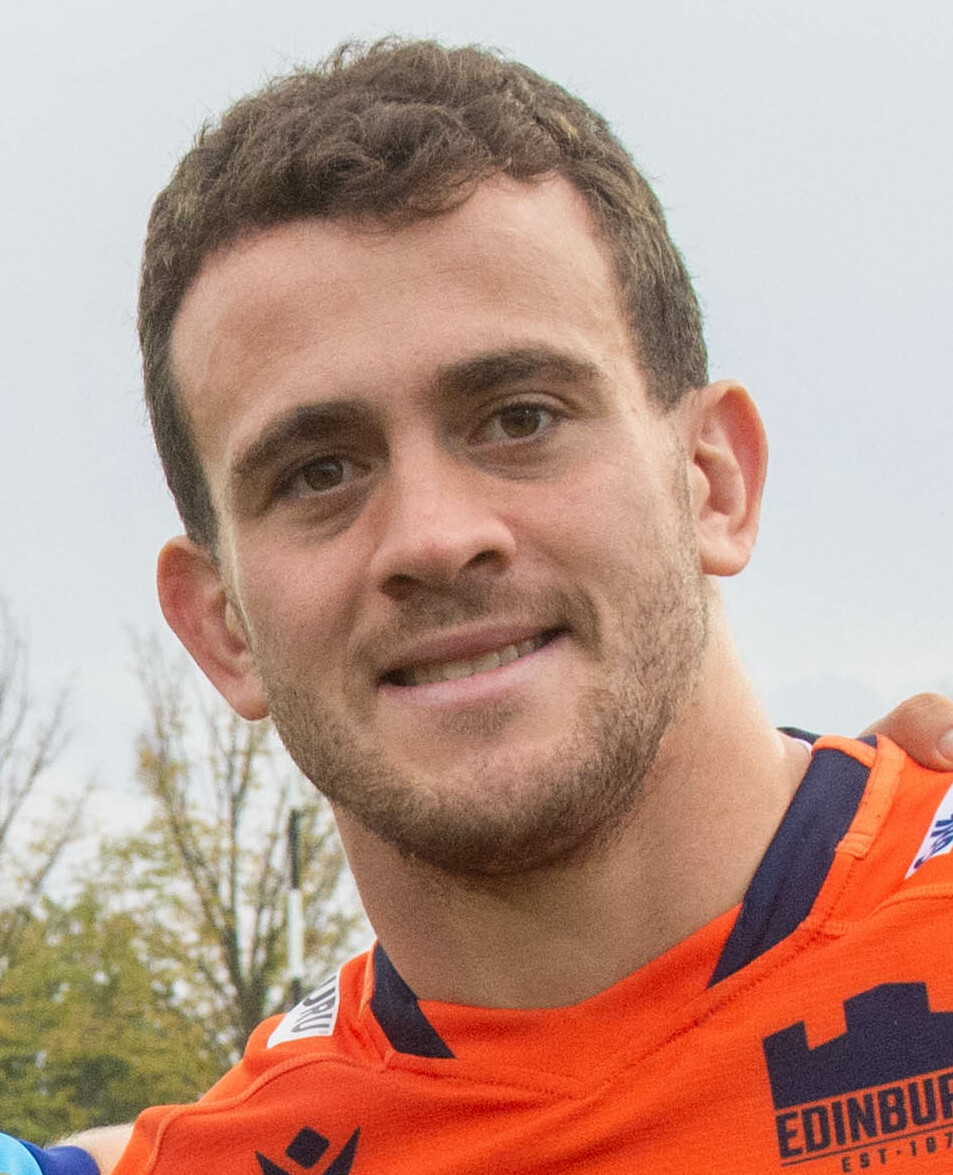
Boffelli vistiendo la camiseta de Edinburgh Rugby.

| Mundial                       | Sede    | Resultado | PJ | Puntos |
| ----------------------------- | ------- | --------- | -- | ------ |
| Copa Mundial de Rugby de 2019 | Japón   | 1ª fase   | 3  | 2      |
| Copa Mundial de Rugby de 2023 | Francia | 4º puesto | 6  | 67     |

## Premios
- Olimpia de plata (2022)[4]